# علم الدين البلقيني
علم الدين صالح بن سراج الدين عمر البلقيني (791-868هـ) فقيه شافعي، وقاضي القضاة في عصره، وهو شيخ الإمام جلال الدين السيوطي وشيخ الإسلام زكريا الأنصاري.
قال السيوطي في «حسن المحاضرة»: وهو شيخنا حامل لواء مذهب الشافعي في عصره. ولد سنة إحدى وتسعين وسبعمائة، وأخذ الفقه عن والده وأخيه، والنحو عن الشّطّنوفي، والأصول عن العزّ ابن جماعة. وسمع على أبيه «جزء الجمعة» وختم «الدلائل» وغير ذلك، وعلى الشّهاب ابن حجي «جزء ابن نجيد»، وحضر عند الحافظ أبي الفضل العراقي في الإملاء، وتولى مشيخة الخشابيّة والتفسير بالبرقوقية بعد أخيه، وتدريس الشريفيّة بعد القمني، وتولى القضاء الأكبر سنة ست وعشرين بعزل الشيخ ولي الدّين، وتكرّر عزله وإعادته، وتفرّد بالفقه، وأخذ عنه الجمّ الغفير، وألحق الأصاغر بالأكابر والأحفاد بالأجداد، وألّف «تفسير القرآن» وكمّل «التدريب» لأبيه وغير ذلك. قرأت عليه الفقه، وأجازني بالتدريس، وحضر تصديري، وقد أفردت ترجمته بالتأليف.

## وفاته
توفي يوم الأربعاء خامس رجب سنة 868هـ.